# Les Omergues
Les Omergues est une commune française, située dans le département des Alpes-de-Haute-Provence en région Provence-Alpes-Côte d'Azur.

## Géographie

### Localisation

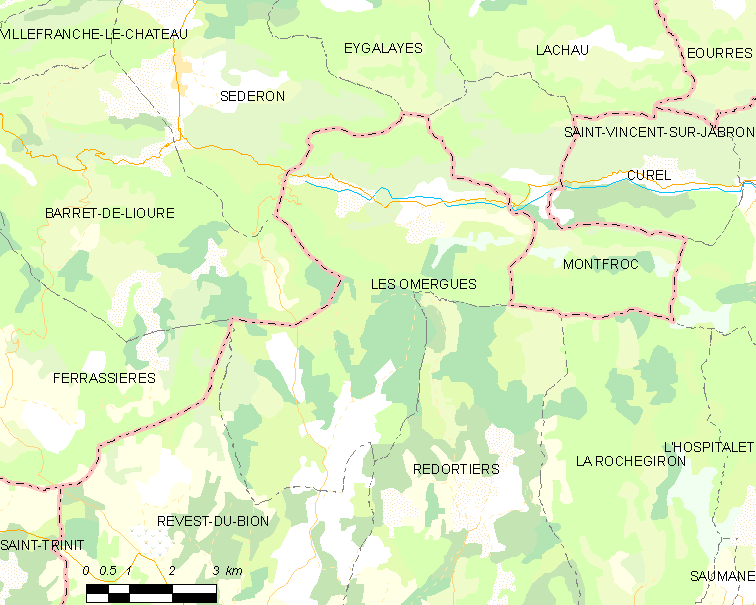
Les Omergues et les communes voisines (Cliquez sur la carte pour accéder à une grande carte avec la légende).

Les communes limitrophes des Omergues sont, en partant du Nord et dans le sens des aiguilles d’une montre, Eygalayes, Montfroc (ces deux communes situées dans le département de la Drôme), Redortiers, Revest-du-Bion (dans le département des Alpes-de-Haute-Provence) et Ferrassières, Barret-de-Lioure et Séderon (ces trois communes sont drômoises).
Le village est situé à 823 m d'altitude.

### Reliefs
Le point culminant de la commune se trouve sur la crête de la montagne de Palle, à 1 452 m.
Les autres sommets de la rive gauche du Jabron sont :
- le Vente-Cul (1 243 m) et le Pied Blacun (903 m) ;
- le Jambard (1 413 m), le Négron (1 397 m),sur la crête de la montagne de Lure.

### Environnement
La commune compte 2 600 ha de bois et forêts, soit 76 % de sa superficie.

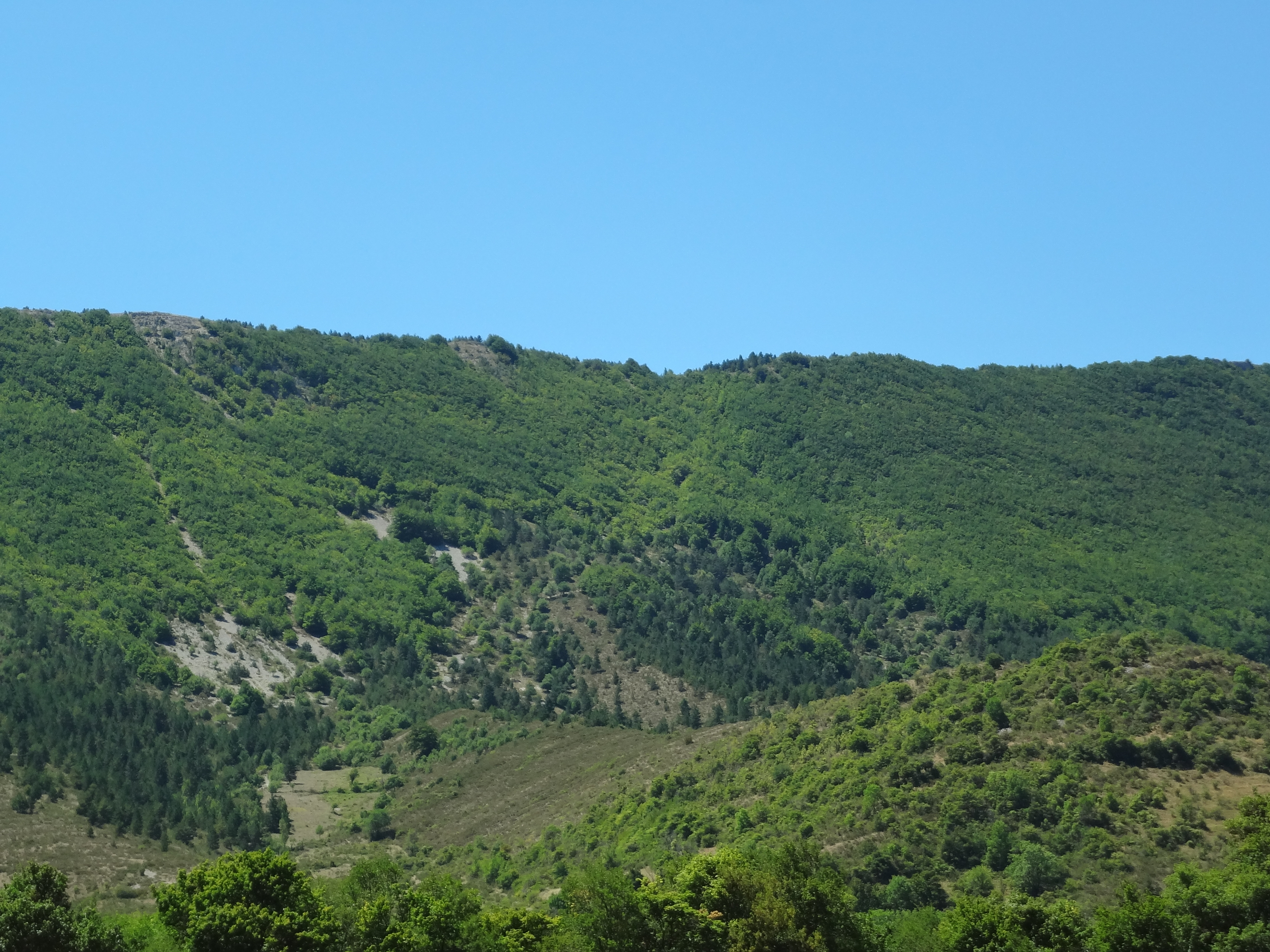
Pas de Redortiers (limitrophe des Omergues et de Redortiers, vu du côté des Omergues).

Les principaux cols routiers et empruntés par les sentiers de randonnée sont :
- col de la Pigière (968 m, emprunté par la route départementale RD 946) ;
- pas de Redortiers, à 1 241 m, sur la montagne de Lure (limitrophe de Redortiers) ;
- pas de la Croix, également sur la montagne de Lure à 1 323 m.

### Voies de communications et transports

#### Voies routières
La commune est desservie par la route départementale RD 946, ancienne route nationale 546.

#### Transports en commun
- Transport en Provence-Alpes-Côte d'Azur

Commune desservie par le réseau régional Zou ! (ex Varlib).

### Hydrographie et eaux souterraines
Cours d'eau sur la commune ou à son aval :
- le Jabron prend sa source sur la commune. Sa vallée est barrée par une clue dans la commune[6], faisant la séparation avec Montfroc. La partie de la commune qui correspond aux Omergues d’avant la fusion avec Villesèche, occupe un amphithéâtre sur l’ubac de la montagne de Lure [7] ;
- torrents la croc, le jabron ;
- ravins de la combe de buisson, des allègres, de tranche mules, des lèbrières, de farcou, de la mort des loups, de frouveiri, de rejaunieden, de larran, de marceillas.

Les Omergues dispose d'une station d'épuration d'une capacité de 250 équivalent-habitants.

### Risques majeurs
Aucune des 200 communes du département n'est en zone de risque sismique nul. Le canton de Noyers-sur-Jabron auquel appartient Les Omergues est en zone 1a (sismicité très faible mais non négligeable) selon la classification déterministe de 1991, basée sur les séismes historiques, et en zone 3 (risque modéré) selon la classification probabiliste EC8 de 2011. La commune des Omergues est également exposée à trois autres risques naturels :
- feu de forêt,
- inondation (dans la vallée du Jabron),
- mouvement de terrain.

La commune des Omergues n’est exposée à aucun des risques d’origine technologique recensés par la préfecture et aucun plan de prévention des risques naturels prévisibles (PPR) n’existe pour la commune ; le Dicrim n’existe pas non plus.
La commune a été l’objet de plusieurs arrêtés de catastrophe naturelle : pour des mouvements de terrain dus à la sécheresse en 1988, puis pour des inondations et coulées de boue en 1994 et 2003.

### Toponymie
Le nom du village, tel qu’il apparaît en 1155 (de Amenicis), est le résultat d’une évolution complexe, selon Ernest Nègre. Sans certitude, il avance que le nom vient de l’occitan liso (limon) et marga (boue), qui aurait donné lis Oumergue, ou leis Amergue, le lis ayant été interprété comme un article. Le suffixe -enicis est une latinisation postérieure.
La toponymie des Omergues est celle d’une commune de montagne. On trouve ainsi des oronymes courants : Piedmichel (de podium, « hauteur » en latin), le Plan de Serres et la crête des Serres, où Serre est une crête allongée, hérissée, comme une lame de scie, et le dérivé local Sarriard, la Côte d’Engra.
L’ubac de Lure est nommé la crête de la Faye, d’après le nom du hêtre en vieux français ; en face de cette crête, on trouve le hameau l’Adret (au pied de la montagne de la Palle). De manière moins lisible, les toponymes Vente Brenc (ubac de Lure) et Ventecul (sommet qui domine le col de la Pigière, sur la RD 546) sont tous deux des toponymes pléonastiques : vent- désigne un sommet en langue pré-celtique. Le sens ayant été oublié par les Gaulois, le nom est doublé par les racine oronymique br-en(n), qui signifie colline en celtique ou KuK-,.

### Climat
Pour des articles plus généraux, voir Climat de Provence-Alpes-Côte d'Azur et Climat des Alpes-de-Haute-Provence.
En 2010, le climat de la commune est de type climat méditerranéen altéré, selon une étude du Centre national de la recherche scientifique s'appuyant sur une série de données couvrant la période 1971-2000. En 2020, Météo-France publie une typologie des climats de la France métropolitaine dans laquelle la commune est exposée à un climat de montagne ou de marges de montagne et est dans une zone de transition entre les régions climatiques « Provence, Languedoc-Roussillon » et « Alpes du sud ».
Pour la période 1971-2000, la température annuelle moyenne est de 10,1 °C, avec une amplitude thermique annuelle de 17 °C. Le cumul annuel moyen de précipitations est de 1 036 mm, avec 7,4 jours de précipitations en janvier et 4,5 jours en juillet. Pour la période 1991-2020, la température moyenne annuelle observée sur la station météorologique de Météo-France la plus proche, « Séderon », sur la commune de Séderon à 7 km à vol d'oiseau, est de 9,7 °C et le cumul annuel moyen de précipitations est de 1 032,4 mm. 
La température maximale relevée sur cette station est de 38,4 °C, atteinte le 28 juin 2019 ; la température minimale est de −23 °C, atteinte le 4 janvier 1971,,.
Les paramètres climatiques de la commune ont été estimés pour le milieu du siècle (2041-2070) selon différents scénarios d'émission de gaz à effet de serre à partir des nouvelles projections climatiques de référence DRIAS-2020. Ils sont consultables sur un site dédié publié par Météo-France en novembre 2022.

## Urbanisme

### Typologie
Au 1er janvier 2024, Les Omergues est catégorisée commune rurale à habitat dispersé, selon la nouvelle grille communale de densité à 7 niveaux définie par l'Insee en 2022.
Elle est située hors unité urbaine et hors attraction des villes,.

### Occupation des sols
L'occupation des sols de la commune, telle qu'elle ressort de la base de données européenne d’occupation biophysique des sols Corine Land Cover (CLC), est marquée par l'importance des forêts et milieux semi-naturels (82 % en 2018), une proportion sensiblement équivalente à celle de 1990 (82,2 %). La répartition détaillée en 2018 est la suivante : 
forêts (47,5 %), milieux à végétation arbustive et/ou herbacée (33,2 %), zones agricoles hétérogènes (8,4 %), prairies (5,4 %), terres arables (4,1 %), espaces ouverts, sans ou avec peu de végétation (1,4 %).
L'évolution de l’occupation des sols de la commune et de ses infrastructures peut être observée sur les différentes représentations cartographiques du territoire : la carte de Cassini (XVIIIe siècle), la carte d'état-major (1820-1866) et les cartes ou photos aériennes de l'IGN pour la période actuelle (1950 à aujourd'hui).

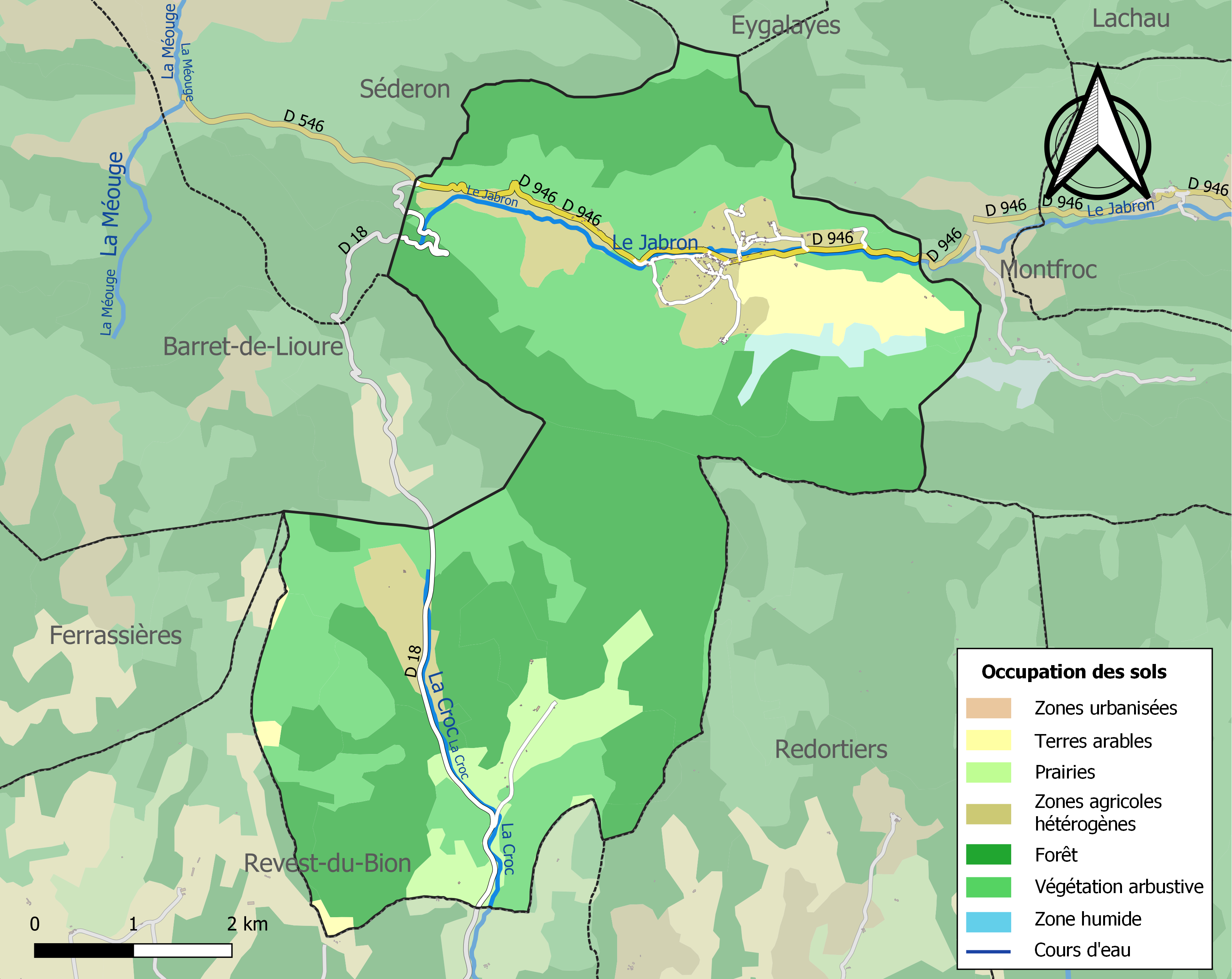
Carte de l'occupation des sols de la commune en 2018 (CLC).

## Économie

### Aperçu général
En 2009, la population active s’élevait à 56 personnes, dont dix chômeurs (six fin 2011). Ces travailleurs sont majoritairement indépendants (26 sur 47), les salariés étant minoritaires ; les actifs travaillent majoritairement hors de la commune (28 sur 47).

### Agriculture
Fin 2010, le secteur primaire (agriculture, sylviculture, pêche) comptait 11 établissements actifs au sens de l’Insee (exploitants non professionnels inclus) et aucun emploi salarié.
Le nombre d’exploitations professionnelles, selon l’enquête Agreste du ministère de l’Agriculture, est de six en 2010. Il était de dix en 2000, de 15 en 1988. Trois de ces exploitants pratiquent les grandes cultures,  l’élevage bovin et la polyculture sont aussi pratiqués. De 1988 à 2000, la surface agricole utilisée (SAU) a doublé, passant de 201 à 395 ha. Depuis 2000, la SAU a continué de progresser malgré la diminution du nombre d’exploitations, à 557 ha (soit une surface moyenne par exploitation de 93 ha contre 13 en 1988).
L’’unité pastorale (UP) de Villesèche, qui permettait l’estive des ovins sur 330 ha sur l’adret de la montagne de Lure, déjà sous-exploitée en 1968, est pratiquement abandonnée et en cours d’embrousaillement ou de reboisement actuellement. En 2010, il n’y avait plus d’exploitation spécialisée dans l’élevage ovin aux Omergues.
La vigne, qui était cultivée pour l’autoconsommation jusqu’au milieu du XXe siècle, n’est plus présente qu’à titre anecdotique dans la commune. De la même façon, l’olivier était cultivé sur de petites surfaces au XIXe siècle en limite altitudinale. Il a aujourd’hui disparu.

### Industrie
Fin 2010, le secteur secondaire (industrie et construction) comptait sept établissements, employant dix salariés.
Une carrière de calcaire est exploitée par les Carrières de Haute Provence, qui en tirent de la pierre de taille. Une des deux scieries exploitant le bois de la montagne de Lure se trouve aux Omergues.

### Activités de service
Fin 2010, le secteur tertiaire (commerces, services) comptait quatre établissements (sans aucun emploi salarié), auxquels s’ajoutent l’unique établissement du secteur administratif, salariant cinq personnes.
D'après l’Observatoire départemental du tourisme, la fonction touristique est d’une importance moyenne dans la commune, avec entre un et cinq touristes accueillis par habitant, la capacité d'hébergement étant très faible. Plusieurs structures d’hébergement à finalité touristique existent dans la commune :
- un hôtel classé tourisme[45], d’une capacité de neuf chambres[46] ;
- des meublés labellisés[47] ;
- des chambres d’hôtes[48].

Les résidences secondaires apportent un complément appréciable à la capacité d’accueil : au nombre de 65, elles représentent la moitié des logements,.
Le Bistrot de l'Étape, qui porte le label Bistrot de Pays, adhère a une charte qui a but de « contribuer à la conservation et à l’animation du tissu économique et social en milieu rural par le maintien d’un lieu de vie du village »,.

## Histoire

### Préhistoire et Antiquité
Aux Crottes, se trouve un oppidum.
Dans l’Antiquité, les Sogiontiques (Sogiontii) peuplent la vallée du Jabron, en étant fédérés aux Voconces. Après la Conquête, ils sont rattachés avec eux à la province romaine de Narbonnaise. Au IIe siècle, ce peuple est détaché des Voconces et forme une civitas distincte, avec pour capitale Segustero (Sisteron).

### Moyen Âge
Alors que le sud-est de la Gaule était une terre burgonde, le roi des Ostrogoths Théodoric le Grand fait la conquête de la région entre la Durance, le Rhône et l’Isère en 510. La commune dépend donc brièvement à nouveau de l’Italie, jusqu’en 526. En effet, pour se réconcilier avec le roi burgonde Godomar III, la régente ostrogothe Amalasonte lui rend ce territoire.

### Les Templiers et les Hospitaliers
La localité apparaît pour la première fois dans les chartes en 1155. L’ordre du Temple y avait des biens, qui furent attribués à l’ordre de Saint-Jean de Jérusalem. La maison des Hospitaliers établie aux Omergues dépendait de celle de Lardiers. La communauté relevait de la baillie de Sisteron, et comme toutes les communautés de la vallée du Jabron, avait le privilège de ne pas payer la queste aux comtes de Provence (puis à leurs  successeurs, les rois de France) jusqu'à la Révolution.
La communauté de Villesèche est signalée dans les chartes dès 1082. Au XIIe siècle, l’église Saint-André de Villesèche, sur l’adret de Lure, était un prieuré de l’abbaye Saint-André de Villeneuve-lès-Avignon. Elle dépendit ensuite des Hospitaliers (commanderie de Manosque, dès 1155) . La communauté de Saint-André, bien que séparée de celle des Omergues par la montagne de Lure, est absorbée par celle des Omergues à la fin du XVe siècle ou au début du XVIe siècle ,.

### Temps modernes
Lors de la peste de 1628-1630, un cordon sanitaire est mis en place le long du Jabron.
Lors de l’épidémie de peste de 1720-1722, Les Omergues est située au nord de la ligne du Jabron, élément du cordon sanitaire allant de Bollène à Embrun et isolant la Provence du Dauphiné (et dont fait partie le mur de la peste). Dès la fin août, des mesures de fermeture des routes principales et de quarantaine sont prises par la communauté. L’interdiction de franchir le Jabron, sous peine de mort, est décidée par le gouverneur d’Argenson début août, et le cordon est mis en place le 26 septembre pour n’être levé par ordonnance royale que le 19 novembre 1722.
Le gouverneur d’Argenson fait lever une compagnie de milice par viguerie : celle de Sisteron (dont font partie les hommes des Omergues) surveille les bacs entre Le Poët et Peyruis. Ensuite, quatre autres compagnies sont levées pour d’autres tâches de surveillance). Aux Omergues, la ligne sur le Jabron est surveillée par deux compagnies (une centaine d’hommes) du régiment de Poitou revenant d’Espagne à partir de la fin d’octobre 1720. Les soldats sont renforcés par une dizaine d’hommes levés dans la population des Omergues (en plus de ceux envoyés à la compagnie de milice placée sur la Durance). La communauté des Omergues est requise pour construire des corps de garde pour loger les soldats le long de la ligne (quatre sont prévus des Perrichauds aux confins de Séderon) et les approvisionner en bois de chauffe et huile pour l’éclairage, avec en moyenne 70 stères par corps de garde et par an. Finalement, neuf corps de garde sont construits, et 29 guérites placées dans les intervalles, à une moyenne de 250 m. La communauté des Omergues est coupée en deux par la ligne : certains habitants au Sud de la ligne se retrouvent en zone interdite et ne paient donc plus leur participation aux charges de la communauté. En outre, la communauté est privée de ses ressources en bois, essentiellement situées dans la montagne de Lure, et certaines terres cultivables sont perdues pendant deux ans. Les sacrements religieux ne sont plus dispensés : les baptêmes de 1720-1722 sont enregistrés dans les registres de catholicité en une seule fois, fin 1722. La communauté subit aussi les désagréments de la présence des militaires : les livraisons de bois n’étant pas toujours suffisantes, ceux-ci se servent à proximité en coupant les arbres fruitiers complantés dans les champs proches des corps de garde. Ces désagréments n’empêchent le rapprochement entre la population des Omergues et les soldats : certains enfants nés en 1721-1722 ont un soldat comme parrains. En novembre 1721, un an après la mise en place de la ligne du Jabron, les approvisionnements manquent en certaines denrées : un soldat en profite pour passer de l’huile en contrebande. Pris sur le fait, il est fusillé. Fin janvier 1722, le régiment du Poitou, présent depuis un an, est relevé mais la ligne est maintenue jusqu’en décembre. Les baraques et guérites sont immédiatement démontées, et le bois et les tuiles vendues aux enchères.

### Époque contemporaine
Durant la Révolution, la commune compte une société patriotique, créée après la fin de 1792.

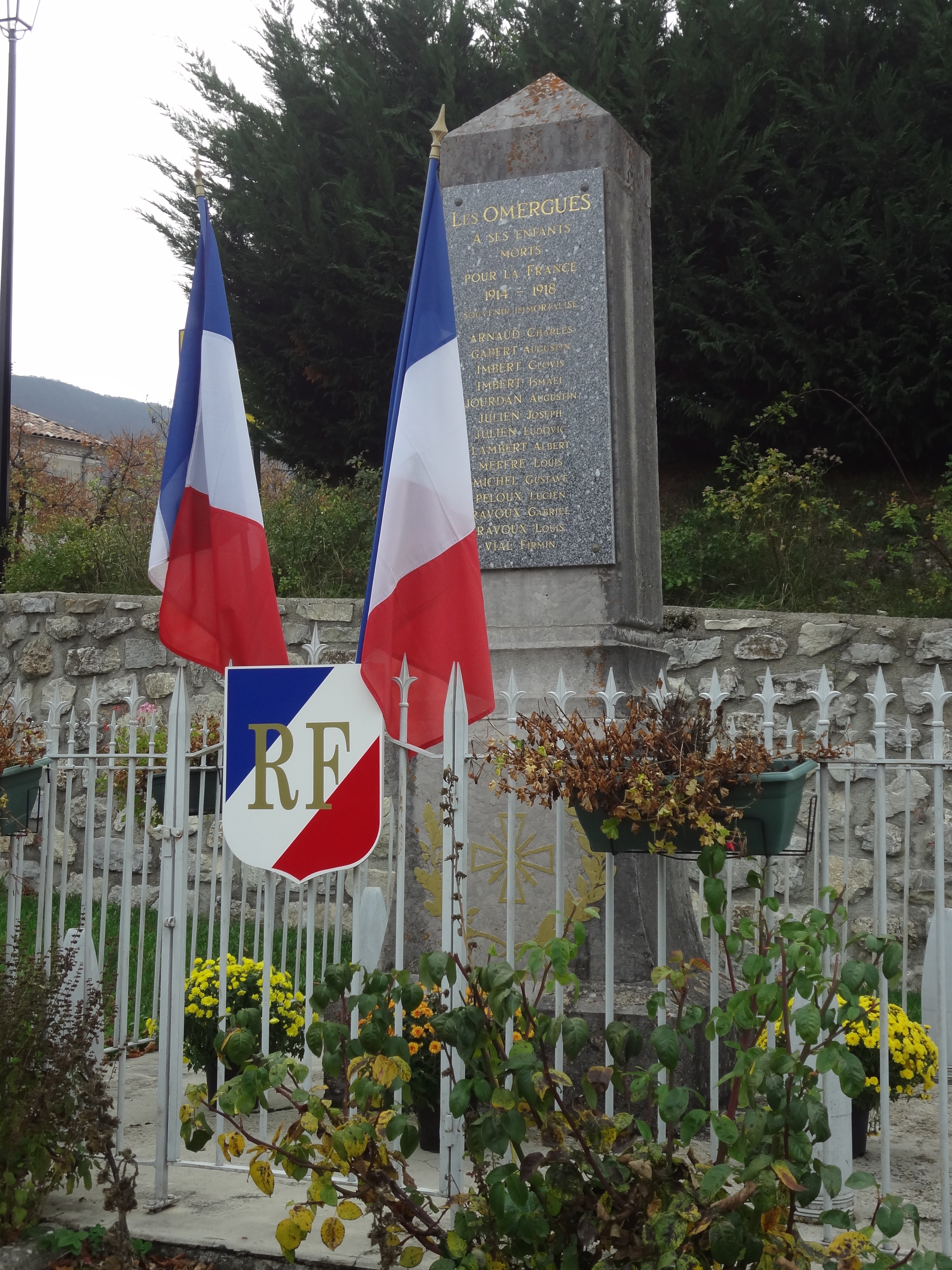
Monument aux morts restauré et pavoisé des Omergues.

La paroisse de Villesèche est rattachée à la paroisse des Omergues au XIXe siècle. C’est également au cours de ce siècle que le village se transfère dans la plaine et abandonne son ancien site perché, appelé Vière depuis. Ce déplacement est facilité par la construction de la route, à partir des années 1850. En effet, jusque-là, le chemin de viguerie, puis la route départementale s’arrêtaient à Saint-Vincent-sur-Jabron. Une route nationale est construite, par le col de Lun à l’est, et le col de la Pigière à l’ouest. Elle est progressivement améliorée, le col de Lun est abandonné pour un tracé dans la vallée du Jabron, passant par la cluse des Baumes entre Montfroc et Les Omergues en 1873. Enfin, elle est goudronnée dans les années 1930. Dans le sens nord-sud, le chemin muletier passant par le Pas de Redortiers est longtemps utilisé, mais n’est jamais aménagé en route.
En 1884, le village est presque entièrement dépeuplé par l'épidémie de choléra : seul un enfant survécut (surnommé « Lou Reste dou coulera »). Les premiers cas survinrent en août : le bilan d’une trentaine de morts au 17 août, suscita l'envoi de sauveteurs de Sisteron. Le maire se contente de fuir l'épidémie, et est suspendu par arrêté préfectoral.
L’électrification du village se produit à la fin des années 1930 par raccordement au réseau national, les écarts et hameaux étant reliés plus tard.

## Héraldique
| Blason de Omergues (Les) | Blason  | De gueules à une croix de Malte d'or soutenue d'une fasce en devise abaissée d'or, sur laquelle est écrit le mot OMERGUES en caractères de sable,. |
| Blason de Omergues (Les) | Détails | Le statut officiel du blason reste à déterminer.                                                                                                   |

## Politique et administration

### Liste des maires
| Période                                  | Période                       | Identité                      | Étiquette | Qualité |
| ---------------------------------------- | ----------------------------- | ----------------------------- | --------- | ------- |
| Les données manquantes sont à compléter. |                               |                               |           |         |
| 1926                                     | 1955                          | Martial JULIEN                |           |         |
| 1955                                     |                               | Jean JULIEN                   |           |         |
| 1971                                     | 1995                          | Marcel Blanc[réf. nécessaire] |           |         |
| avant 2005                               | mars 2008                     | Henri Bouchet                 |           |         |
| mars 2008                                | En cours (au 21 octobre 2014) | Alain Coste,                  | DVG       | Artisan |

### Budget et fiscalité 2017
En 2017, le budget de la commune était constitué ainsi :
- total des produits de fonctionnement : 121 000 €, soit 903 € par habitant ;
- total des charges de fonctionnement : 113 000 €, soit 843 € par habitant ;
- total des ressources d'investissement : 38 000 €, soit 284 € par habitant ;
- total des emplois d'investissement : 28 000 €, soit 213 € par habitant ;
- endettement : 132 000 €, soit 984 € par habitant.

Avec les taux de fiscalité suivants :
- taxe d'habitation : 3,17 % ;
- taxe foncière sur les propriétés bâties : 7,27 % ;
- taxe foncière sur les propriétés non bâties : 13,92 % ;
- taxe additionnelle à la taxe foncière sur les propriétés non bâties : 0,00 % ;
- cotisation foncière des entreprises : 0,00 %.

Chiffres clés Revenus et pauvreté des ménages en 2015 : médiane en 2015 du revenu disponible, par unité de consommation : 18 395 €.

### Intercommunalité
La commune des Omergues a fait partie, de 2002 à 2016, de la communauté de communes de la Vallée du Jabron. Depuis le 1er janvier 2017, elle est membre de la communauté de communes Jabron Lure Vançon Durance.

## Population et société

### Démographie
L'évolution du nombre d'habitants est connue à travers les recensements de la population effectués dans la commune depuis 1765. Pour les communes de moins de 10 000 habitants, une enquête de recensement portant sur toute la population est réalisée tous les cinq ans, les populations de référence des années intermédiaires étant quant à elles estimées par interpolation ou extrapolation. Pour la commune, le premier recensement exhaustif entrant dans le cadre du nouveau dispositif a été réalisé en 2004.
En 2022, la commune comptait 128 habitants, en évolution de −2,29 % par rapport à 2016 (Alpes-de-Haute-Provence : +2,84 %, France hors Mayotte : +2,11 %).
| 1765 | 1793 | 1800 | 1806 | 1821 | 1831 | 1836 | 1841 | 1846 |
| ---- | ---- | ---- | ---- | ---- | ---- | ---- | ---- | ---- |
| 634  | 643  | 610  | 747  | 780  | 797  | 797  | 752  | 733  |

| 1851 | 1856 | 1861 | 1866 | 1872 | 1876 | 1881 | 1886 | 1891 |
| ---- | ---- | ---- | ---- | ---- | ---- | ---- | ---- | ---- |
| 734  | 669  | 653  | 600  | 564  | 543  | 516  | 457  | 429  |

| 1896 | 1901 | 1906 | 1911 | 1921 | 1926 | 1931 | 1936 | 1946 |
| ---- | ---- | ---- | ---- | ---- | ---- | ---- | ---- | ---- |
| 396  | 359  | 312  | 298  | 262  | 245  | 205  | 183  | 146  |

| 1954 | 1962 | 1968 | 1975 | 1982 | 1990 | 1999 | 2004 | 2006 |
| ---- | ---- | ---- | ---- | ---- | ---- | ---- | ---- | ---- |
| 121  | 98   | 110  | 87   | 101  | 65   | 99   | 113  | 116  |

| 2009 | 2014 | 2019 | 2022 | - | - | - | - | - |
| ---- | ---- | ---- | ---- | - | - | - | - | - |
| 124  | 131  | 127  | 128  | - | - | - | - | - |

Les Omergues comptaient 22 feux en 1471.
L'histoire démographique des Omergues, après la grande saignée du XIVe siècle et la lente croissance allant de la fin du XVe siècle aux années 1830, est marquée par une période d'« étale » où la population reste stable à un niveau élevé. Cette période dure de 1806 à 1851. L'exode rural provoque ensuite un mouvement de diminution de longue durée. En 1896, la commune enregistre la perte de plus de la moitié de sa population. Le mouvement de perte se poursuivit jusqu'aux années 1990, où le plancher représente une perte de 92 % du maximum de 1836. Depuis, on assiste à un mouvement inverse qui a permis un doublement de population par rapport au minimum historique de 1990.

## Santé et enseignement
Comme de nombreuses communes du département, Les Omergues se dote d’une école bien avant les lois Jules Ferry : en 1863, elle donne déjà une instruction primaire aux garçons, ainsi qu’aux filles, alors qu’elle n’y est pas obligée par la loi Falloux. Elle profite de la deuxième loi Duruy sur l’éducation pour construire une école neuve subventionnée par l’État.
La commune ne dispose aujourd'hui ni d'établissement d'enseignement, ni d'établissement public ou libéral de santé.

### Santé
Professionnels et établissements de santé :
- Médecins à Revest-du-Bion, Banon, Saint-Christol,
- Le Centre Hospitalier le plus proche est celui de Sisteron. L'association La Vallée sans Portes assure le transport des personnes ayant besoin d'une consultation vers l'hôpital de Sisteron[99],
- Pharmacies à Montbrun-les-Bains, Banon, Saint-Christol.

### Enseignement
Établissements d'enseignements :
- Écoles maternelles à Revest-du-Bion, Barret-sur-Méouge,
- École primaire à Séderon, Éourres,

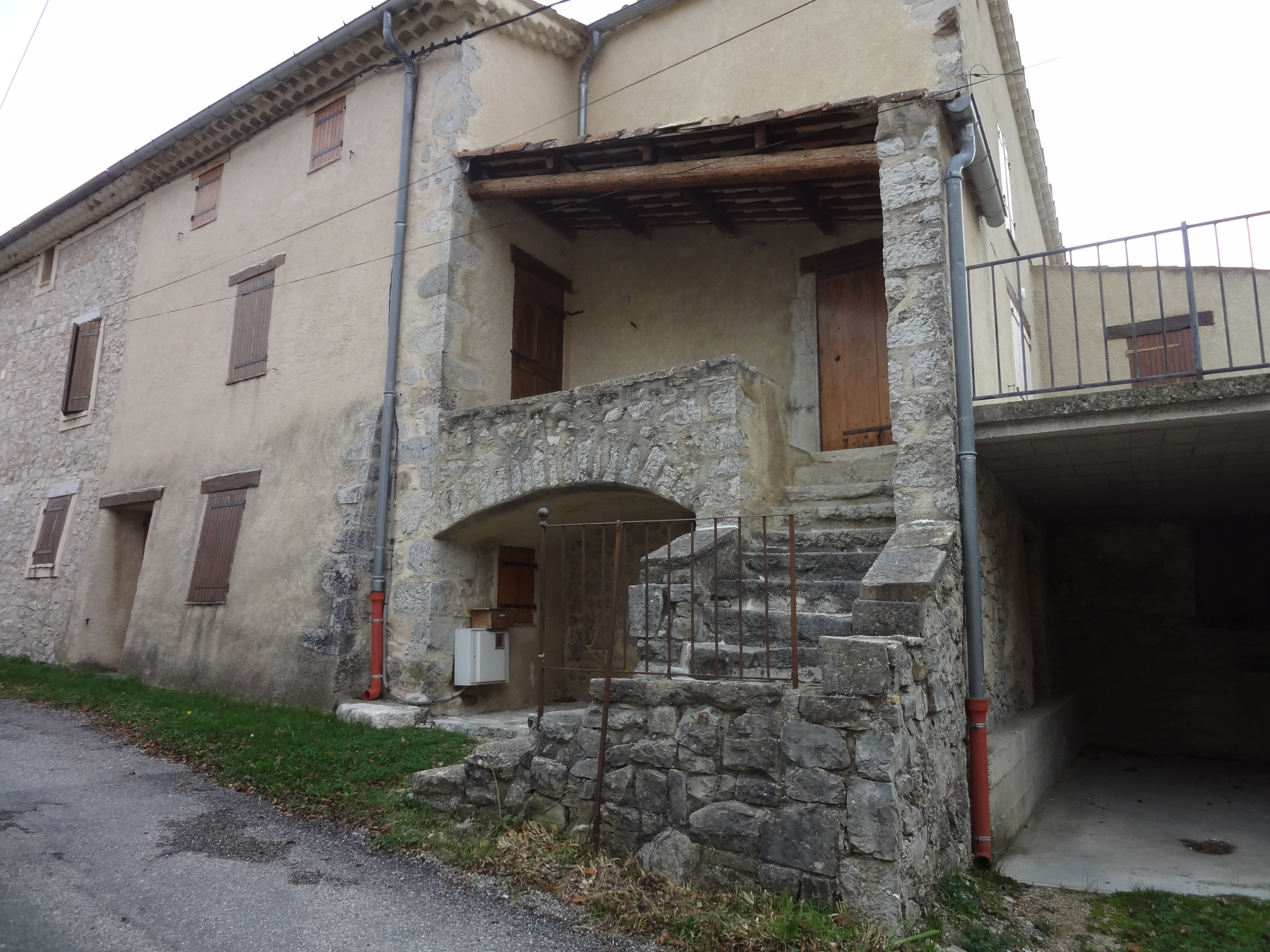
Maison à pounti au village.

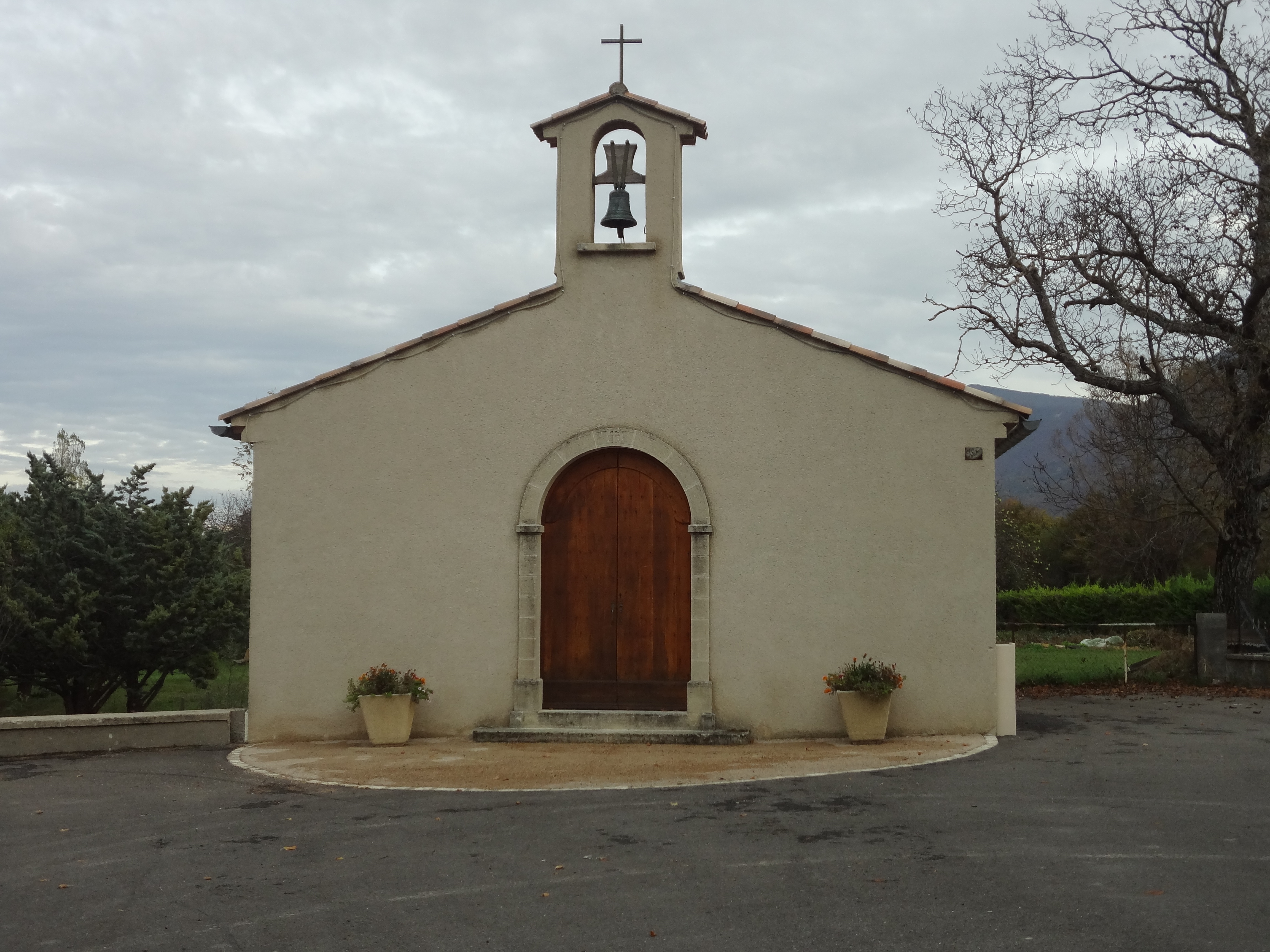
Église du village.

- Collèges à Banon, Sault.

## Lieux et monuments
- Église Saint-Pierre-aux-Liens au village (XIXe siècle).
- Chapelle Saint-André à Villesèche[58].
- Fontaine et oratoire.
- Ferme-borie[101].
- Maison traditionnelle avec son pounti (ou pontis).
- Monument aux morts[102],[103].